# Aviakompanija Tatarstan
Aviakompanija Tatarstan (rusky Авиакомпания «Татарстан», tatarsky Татарстан Һава Юллары) byla regionální ruská letecká dopravní společnost a národní letecký dopravce Tatarstánu. Sídlem společnosti a hlavní základnou bylo letiště Kazaň.
Oficiální plný název byla Otevřená akciová společnost Avijakompanija Tatarstan (rusky открытое акционерное общество «Авиакомпания «Татарстан»).

## Historie
Společnost vznikla roku 1999 sloučením kazaňského (od roku 1993 akciové společnosti) a nižněkamského leteckého oddílu Aeroflotu a nižněkamského letiště Begiševo. Základním letištěm byla Kazaň, uzlovým letištěm Moskva-Domodědovo.
Roku 2008 se osamostatnilo letiště Begiševo, původně druhé základní, a nastoupil nový generální ředitel G. G. Chajrullin. Společnost vyřadila Il-86 a začala provozovat Boeingy 737.
V letech 2010–2011 se na místě generálního ředitele vystřídali Valerij Portnov a Ruslan Šakirov, od konce roku 2011 vedl společnost Aksan Ginijatullin.
Roku 2013 se při přistání v Kazani zřítil Boeing 737 společnosti, zahynulo 50 pasažérů a členů posádky.
V roce 2013 ukončila společnost veškerou činnost.